# Tripleurospermum limosum
Tripleurospermum limosum là một loài thực vật có hoa trong họ Cúc. Loài này được (Maxim.) Pobed. miêu tả khoa học đầu tiên năm 1961.